# Aurora y Ulises
Aurora y Ulises (Aurore & Ulysse, también conocida en francés como Les Centaures y Aurore, Ulysse... Les Centaures) es una serie belga de historietas creada por Pierre Seron, exceptuando el primer álbum, que reúne dos historias escritas por Stephen Desberg.

## Trayectoria editorial
Apareció por primera vez en 1977 en la revista semanal Spirou, bajo el guion de Stephen Desberg y Mittéï, como historias cortas justo antes de que Pierre Seron llevara solo el proyecto.
Fue publicada por Dupuis de 1982 a 1985, antes de cambiar a MC Producciones en 1988, Éditions Solei en 1989 y Jourdan para las reediciones en 1991. Aunque la serie alcanzó el éxito, la serie se para en el sexto tomo ya que los lectores prefieren seguir la otra serie del mismo autor, Les Aventures des petits hommes.
En España, sus aventuras fueron publicadas por Anaya que también los publicó en catalán:
- Los centauros nº 1 "La puerta de la nada" (1991)
- Los centauros nº 2 "El lobo de dos cabezas" (1991)
- Los centauros nº 3 "La odisea" (1992)

## Argumento y personajes
Aurora y Ulises, dos centauros que provienen del Olimpo, son inmortales, muy jóvenes y curiosos. Llevados por el deseo de saber cómo es el mundo de los simples humanos, desobedecen las órdenes que prohíben atravesar la puerta que separa el mundo de los dioses del mundo de los mortales. Para retornar a su mundo, hay que atravesar una puerta invisible identificada por tres puntas negras, pero cada vez que lo intentan aparecen en una época diferente de la historia de los mortales. Su buen corazón les hace ayudar a los desfavorecidos de estos períodos de la historia.